# وکرونیوم
وکرونیوم (به انگلیسی: Vecuronium)
رده درمانی: داروهای بیهوشی شل‌کننده عضلانی.
اشکال دارویی: آمپول

## موارد مصرف
شل‌کننده عضلات در بیهوشی، تسهیل لوله گذاری تراشه

## مکانیسم اثر
وکرونیوم داروی‌مسدودکننده عصبی عضلانی غیر دپولاریزان‌است که با استیل کولین در اتصال به‌گیرنده‌های کلینرژیک صفحه محرکه‌انتهایی رقابت و با اتصال به گیرنده‌ها باعث بلاک آن‌ها می‌شود.